# Eduardo Gregorio
Eduardo Gregorio (* 4. Januar 1989) ist ein uruguayischer Leichtathlet.

## Karriere
Gregorio ist in den Laufwettbewerben auf den Mittelstrecken aktiv. Er nahm mit dem Team Uruguays an den Südamerikaspielen 2006 in Buenos Aires teil. In jenem Jahr gewann er zudem die Goldmedaille im 1500-Meter-Lauf bei den Jugendsüdamerikameisterschaften 2006 (U18) in Venezuela. Bei den Juniorenweltmeisterschaften 2008 in Bydgoszcz schied er im 3000-Meter-Hindernisrennen als Zehnter und damit Vorletzter seines Vorlaufs in der Qualifikation aus. In jenem Jahr stellte er am 24. Mai 2008 in Montevideo mit einer Zeit von 8:26,79 Minuten einen uruguayischen U20-Rekord auf der 3000-Meter-Strecke auf, der nach wie vor (Stand: 15. Juni 2015) als nationale Bestmarke Gültigkeit besitzt. Er gehörte ebenfalls dem uruguayischen Aufgebot bei den Südamerikaspielen 2010 in Medellín an. Dort belegte er im 1500-Meter-Lauf mit einer gelaufenen Zeit von 4:07,28 Minuten den 8. Platz. Bei den Südamerikameisterschaften 2011 wurde er Sechster im 800-Meter-Lauf. Im November 2012 siegte er beim 10K Nike We Run Montevideo. Im April 2015 gewann er die Goldmedaille über 1500 Meter beim Grand Prix Jorge Echezarreta in Montevideo. In jenem Jahr gehörte er auch dem 13-köpfigen uruguayischen Aufgebot bei den Südamerikameisterschaften 2015 in Lima an. Dort ging er über 800 Meter jedoch nicht an den Start und belegte im 1500-Meter-Finale den 11. Platz.

## Erfolge
- Jugendsüdamerikameister 2006 - 1500 Meter

## Persönliche Bestleistungen
- 2000 Meter Hindernis: 6:07,45 Minuten, 19. September 2006, Montevideo
- 3000 Meter Hindernis: 9:09,5 Minuten, 15. März 2008, Montevideo[1]
- 3000 Meter: 8:26,79 Minuten, 24. Mai 2008, Montevideo